# 老虎沟水库
老虎沟水库是中国河北省承德市兴隆县境内的一座水库，位于滦河系洒河上，建于1980年。水库正常库容为530万立方米，集雨面积为315平方千米，海拔为54.9米。